# Banca d'Italia

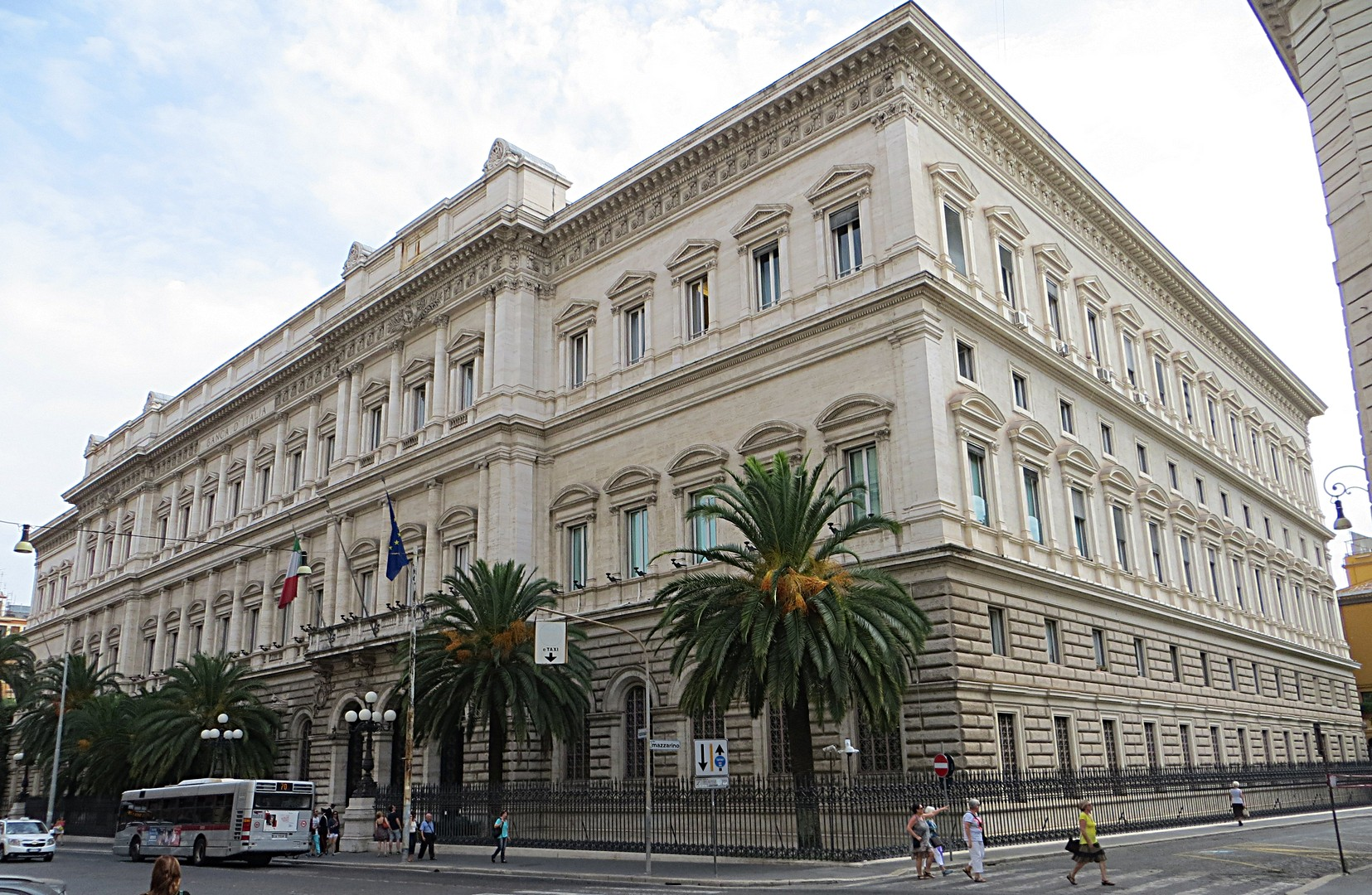
Banca d'Italias huvudkontor i Rom.

Banca d'Italia är Italiens centralbank. Den grundades 1893 genom en fusion av de fyra största bankerna i Italien. Huvudkontoret ligger i Palazzo Koch vid Via Nazionale i Rom. Den grundades 1893 och 1926 fick banken monopol på att utfärda pengar. Eftersom Italien är medlem av Europeiska unionen är också centralbanken medlem av Europeiska centralbankssystemet (ECBS). 

## Centralbankens ledning
Centralbanken styrdes fram till 1928 av en generaldirektör. Därefter har den letts av en guvernör. 

### Generaldirektörer (1893–1928)
- Giacomo Grillo (1893–1894)
- Giuseppe Marchiori (1894–1900)
- Bonaldo Stringher (1900–1928)

### Guvernörer (från 1928)
- Bonaldo Stringher (1928–1930)
- Vincenzo Azzolini (1931–1944)
- Luigi Einaudi (1945–1948)
- Donato Menichella (1948–1960)
- Guido Carli (1960–1975)
- Paolo Baffi (1975–1979)
- Carlo Azeglio Ciampi (1979–1993)
- Antonio Fazio (1993–2005)
- Mario Draghi (2006-2011)
- Ignazio Visco (från 2011)